# Lonza Group
Lonza Group är ett schweiziskt kemi- och läkemedelsföretag med huvudkontor i Basel. Det har fabriker i Europe, Nordamerika och Sydasien. Lonza grundades 1897 i Schweiz. 

## Historik
Lonza grundades i den lilla staden Gampel i kantonen Valais och tog sitt namn efter den närliggande floden Lonza i dalen Lötschental. Under 1900-talet har företagets inriktning ändrats från elkraft till tung kemiindustri till petrokemi till slutligen finkemi och läkemedel.
Till en början var företaget ett elkraftproducerande företag. Året efter grundandet började det tillverka kalciumkarbid för lampor med användning av elkraften för att hetta upp kalk till 2000°C tillsammans med kol. Lonza flyttade 1909 till den närliggande staden Visp, där det fortfarande har en produktionsanläggning. Med elektricitetens genombrott minskade marknaden för kalciumkarbid, varför Lonza 1915 började tillverka kalciumcyanamid, som användes som ett billigt konstgödsel. Detta kom dock att ersättas av urea. Under 1920-talet tillkom flera nya produktionsprocesser, bland annat 1923 för torrbränslet Metatabletter genom omvandling av kalciumkarbid till metaldehyd via acetylen och acetaldehyd. Vid andra världskrigets utbrott hade Lonza kontrakt med schweiziska staten för att tillverka syntetiska bränslen genom att konvertera acetaldehyd till fordonsbränsletillskottet paraldehyd. 
År 1959 togs beslut om att integrera bakåt till petrokemi, vilket ledde till uppförandet av en liten cracker i Visp. Denna hade stora igångsättningsproblem och detta ledde till att Lonza påbörjade en ambitiös forskningsverksamhet. 
Från 1960-talet har Lonza successivt expanderat genom köp av andra företag. År 1974 fusionerade det med Alusuisse. År 1984 startade kontraktstillverkning av läkemedel i Visp. År 1996 köptes brittiska Celltech Biologics, som bland annat producerar monoklonala antikroppar.
Lonza splittrades 1999 från Alusuisse-Lonza Group och börsnoterades på SIX Swiss Exchange. Dotterbolaget Lonza SpA, namnändrat till Polynt SpA, introducerades på Milano-börsen 2006.
År 2017 byggdes i Visp en stor läkemedelsfabrik i ett samriskprojekt med franska Sanofi. Det har också tillverkningssamarbete med bland andra Teva Pharmaceutical Industries, GlaxoSmithKline, Bristol-Myers Squibb, Pharmacyclics, Celladon och Alexion.

## Covid-19-vaccin
I maj 2020 träffade Moderna ett avtal med Lonza om produktion från 2021 av den aktiva substansen i Modernas kandidat till vaccin mot covid-19, mRNA-1273. Produktionen ska ske i tre produktionslinjer i Visp i Schweiz, utöver den som Moderna har i New Hampshire i USA. Varje produktionslinje har en kapacitet på 100 miljoner doser per år.